# Újezd u Rosic
Újezd u Rosic là một làng thuộc huyện Brno-venkov, vùng Jihomoravský, Cộng hòa Séc.